# Markus Herrmann
Pour les articles homonymes, voir Herrmann.
Markus Herrmann, né le 17 novembre 1972, est un skieur alpin suisse qui a mis fin à sa carrière sportive à la fin de la saison 2004.

## Coupe du Monde
- Meilleur classement final: 47e en 1999.
- 5e de la Coupe du monde de Combiné en 1999.
- Meilleur résultat: 5e.